# Tongshanjiabu
Tongshanjiabu är ett berg i Bhutan på gränsen till Kina. Det ligger i distriktet Punakha, i den nordvästra delen av landet. Toppen på Tongshanjiabu är 7 207 meter över havet.
Trakten runt Tongshanjiabu är permanent täckt av is och snö.